# James Butler, 2:e hertig av Ormonde

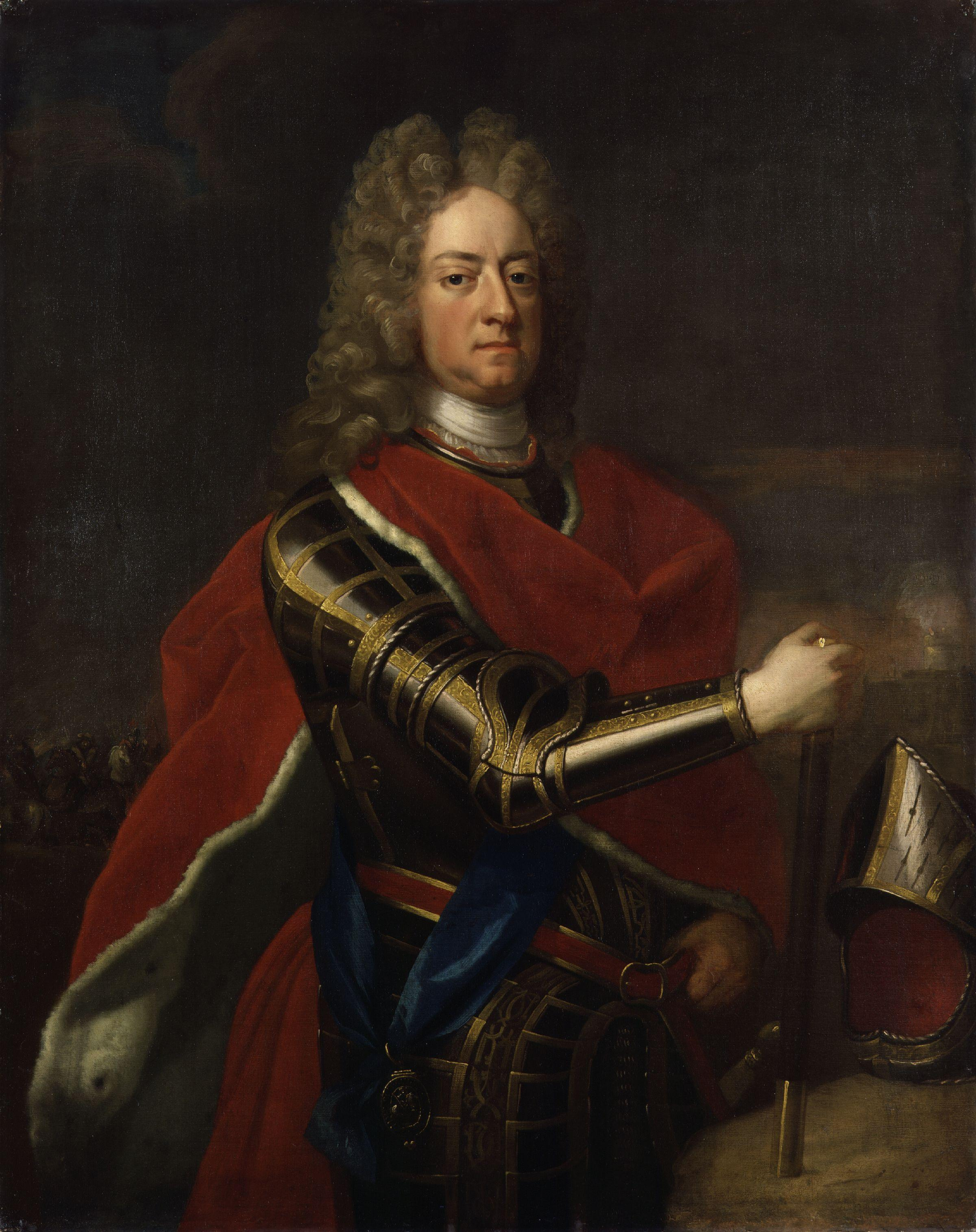
James Butler, 2:e hertig av Ormonde, porträtt av Michael Dahl.

James Butler, 2:e hertig av Ormonde, född den 28 april 1665, död den 16 november 1745, var en irländsk ädling. Han var son till Thomas Butler, 6:e earl av Ossory.
Ormonde ärvde 1680 faderns titlar och 1688 farfaderns hertigtitel. Han fogade sig efter Jakob II:s avsättning samma år snart i den nya ordningen och gav Vilhelm III stödet av sitt stora inflytande på Irland under striderna på ön 1690. Som befälhavare för en engelsk-holländsk landstigningshär åtföljde Ormonde amiral Rookes expedition till Cadiz 1702 och tog verksam del i erövringen av spanska silverflottan i Vigos hamn (oktober samma år). Han var 1703–1705 och 1710–1711 lordlöjtnant på Irland. Ormonde utsändes i april 1712 till Nederländerna som överbefälhavare över de brittiska trupperna (efter Marlborough). Genom regeringsförbud mot att deltaga i belägringar eller strider tvangs han till en förödmjukande overksamhet, som möjliggjorde Utrechtfreden. 
Efter drottning Annas död fråntog Georg I honom hans ämbeten, och Ormonde flydde i augusti 1715 i likhet med Bolingbroke till Frankrike, där han sedan blev de landsflyktiga Stuartarnas minister. Som sådan underhandlade Ormonde med Alberoni och svenske ministern i Paris, Sparre, om understöd för deras restaurationsplaner. Han företog i samma syfte upprepade besök i Madrid och vistades sina sista levnadsår mest i Avignon. Ormonde ansågs som politiker ytterligt obetydlig, enligt Bolingbroke "sin egen popularitets bubbla". Han fråntogs sina engelska adelstitlar efter sin flykt. Den irländska earltiteln återupplivades 1791 till förmån för hans släkting John Butler, 17:e earl av Ormonde.